# ムーミン
ムーミン（スウェーデン語: Mumin、フィンランド語: Muumi、英語: Moomin）は、スウェーデン系フィンランド人の女性作家トーベ・ヤンソンの「ムーミン・シリーズ」と呼ばれる一連の小説と絵本、および末弟ラルス・ヤンソンと共に描いた「ムーミン漫画」作品の総称、あるいはそれらとそれらを原作とする二次著作作品の総称。または、同作品に登場する架空の生物の種族名であり、同時に主人公（主要な登場生物）の名前でもある「ムーミントロール」の略称あるいは愛称。

## 概要

### 設定
トロールは北欧の民間伝承に登場する、広い意味での妖精の一種である。『ムーミン谷の十一月』を訳した鈴木徹郎の解説によれば、「ムーミンは動物か、人間か？」と問われ、スウェーデン語話者トーベの答えは、「スウェーデン語: Varelser」（存在するもの）でありムーミンのことを決して妖精とは答えなかった。精霊や妖怪ではなく、はっきり目に見えなくてもすぐ近くで生きている存在だと、伝えたかったためかもしれない。
ムーミンの物語に登場するトロールは、トーベ・ヤンソンが独自に創造した架空のいきもので、「トロール」という名称のみ借りている。人型の登場人物も人間ではなく、同様に架空の小人の一種である。その反面、原作に登場するミムラやムーミントロールたちより、わざわざ圧倒的に大きく描いたキャラクターがあり、『ムーミンパパの思い出』でミムラたちが住む丸い丘の国の王は人間の可能性がある。
第1作『小さなトロールと大きな洪水』では、こうしたトロールたちは人間と同じ世界で共存しているが人間には察知されない存在として描かれた。昔はタイルストーブの裏に隠れて住んでいたという記述がある点、ムーミンママは終盤の籐椅子に乗る挿し絵で猫の親子と比較すると子猫程度である点など、人間よりも遥かに小さいと設定されたことがうかがえる。
ただし次作の『ムーミン谷の彗星』を例にすると、作者ヤンソン自身もムーミンたちの大きさは細かく決めていたわけではない。子猫の肩高がスニフの膝元程度に描かれているのに、同じ話でそのスニフより背の高いムーミンパパが、実物は体長30cmほどのじゃこうねずみ（マスクラット）よりも小さい描写がある。あるいはまたコミックス版に何度か登場する「フィリフヨンカが飼っている牛」とムーミンたちの大きさの差を、現実における牛と人間の比率ほどにした絵もある。

### 舞台
ムーミントロールたちは、妖精たちの住む谷・ムーミン谷（典: Mumindalen）に住んでいる。
ムーミン谷には、東に「おさびし山」（典: Ensliga bergen、英: Lonely Mountains。正しくは「お寂し山」）がそびえ、その麓から川が流れている。その川にはムーミンパパの作った橋がかかっていて、その橋の先にムーミン屋敷がある。ムーミン屋敷の北側には、ライラックの茂みがある。西は海に面しており、桟橋の先には水浴び小屋がある。

## 登場人物
ムーミンシリーズはキャラクターが多く情報量が膨大になるうえ、トーベ・ヤンソン本人によるものだけでも小説、絵本、新聞連載漫画、戯曲など様々なメディアで性格付けや人間関係などが異なることがよく見られ、レギュラーキャラクターもメディアごとに違うため、ここには主要キャラであっても名前などは記載しない。

## 書誌情報

### 講談社
- ヤンソン「ムーミン谷の冬」池田龍雄 絵、山室静 訳、『少年少女新世界文学全集 第27巻 北欧現代篇』講談社、1964年。
- ヤンソン「さて、それから」山室静 訳、『世界の童話 10 北欧・南欧童話集』講談社、1965年。
- トーベ・ヤンソン 作・絵『たのしいムーミン一家』山室静 訳、講談社、1965年。
- トーベ=ヤンソン 作『たのしいムーミン一家』山室静 訳、講談社〈国際アンデルセン大賞名作全集 11〉、1968年。
- トーベ=ヤンソン 作『ムーミン谷の冬』山室静 訳、講談社〈国際アンデルセン大賞名作全集 12〉、1968年。
- トーベ・ヤンソン『トーベ・ヤンソン全集』講談社。
  1. 「たのしいムーミン一家」山室静 訳、1968年／新装版：1976年。
  2. 「ムーミンパパの思い出」小野寺百合子 訳、1969年／新装版：1976年。
  3. 「ムーミン谷の夏まつり」下村隆一 訳、1968年／新装版：1976年。
  4. 「ムーミン谷の冬」山室静 訳、1968年／新装版：1976年。
  5. 「ムーミン谷の仲間たち」山室静 訳、1968年／新装版：1977年。
  6. 「ムーミンパパ海へいく」小野寺百合子 訳、1968年／新装版：1977年。
  7. 「ムーミン谷の彗星」下村隆一 訳、1969年／新装版：1977年。
  8. 「ムーミン谷の十一月」鈴木徹郎 訳、1972年／新装版：1977年。
- トーベ=ヤンソン『ムーミンまんがシリーズ』講談社。
  1. 「とってもムーミン」1969年11月。
  2. 「びっくりムーミン」1970年1月。
  3. 「それいけムーミン」1970年2月。
  4. 「ぐっときてムーミン」1970年2月。
  5. 「ハレハレムーミン」1970年2月。
  6. 「ムーミンワルツ」1970年4月。
  7. 「あのひのムーミン」1970年4月。
  8. 「いうなればムーミン」1970年5月。
  9. 「やったぜムーミン」1970年5月。
  10. 「そこぬけムーミン」1970年5月。
- 橋本克彦 文、瑞鷹エンタープライズ、木村光雄グループ・コスモ 作画『カラーテレビ版 ムーミン名作絵ばなし』講談社。
  1. 「ムーミンだにのムーミン」1970年。
  2. 「かえってきたノンノン」1970年。
  3. 「さよならガオガオ」1970年。
  4. 「ムーミンだにのすいせい」1970年。
  5. 「ふしぎなふたりのこびと」1970年。
  6. 「あくまをやっつけろ」1970年。
  7. 「ムーミンつきへいく」1970年。
  8. 「おさびしやまのふしぎのいずみ」1970年。
  9. 「ほをあげろムーミンごう」1970年。
  10. 「すてきなすてきなスナフキン」1970年。
  11. 「ちびのミイだいさくせん」1970年。
  12. 「ノンノンこっちをむいて」1970年。
  13. 「ニョロニョロのひみつ」1970年。
  14. 「ごめんねスティンキー」1970年。
  15. 「これはびっくりごせんぞさま」1970年。
  16. 「きんのうまぎんのうま」1970年。
  17. 「ムーミンがホルンをふけば」1970年。
  18. 「ムーミンかがみのくにへ」1970年。
  19. 「ムーミンといるかのポピー」1970年。
  20. 「ムーミンとしあわせのはな」1970年。
  21. 「ムーミンだにのニョロニョロじけん」1970年。
  22. 「ムーミンはノンノンといっしょ」1970年。
- トーベ・ヤンソン『それからどうなるの ムーミンのおはなし』山室静 訳、講談社〈世界の絵本 フィンランド〉、1971年。
- トーベ・ヤンソン『さびしがりやのクニット』山室静 訳、講談社〈世界の絵本 フィンランド〉、1971年。
- 『講談社の声のでるえほんムーミン』講談社。
  1. 「こわがらないでムーミン」1972年。
  2. 「ムーミンかいじゅうとうへいく」1972年。
  3. 「パパおもいのムーミン」1972年。
  4. 「はととムーミン」1972年。
  5. 「ノンノンをたすけたムーミン」1972年。
  6. 「ほしをみていたムーミン」1972年。
  7. 「ムーミンのともだちメソメソ」1972年。
  8. 「エリサとわかれたムーミン」1972年。
  9. 「ムーミンとスナフキン」1972年。
  10. 「ヘムレンさんとムーミン」1972年。
- トーベ・ヤンソン『たのしいムーミン一家』山室静 訳、講談社〈講談社青い鳥文庫〉、1980年。／新装版：2014年。ISBN 978-4-06-285420-7。
- トーベ・ヤンソン『ムーミン谷の彗星』下村隆一 訳、講談社〈講談社青い鳥文庫〉、1981年。／新装版：2014年。ISBN 978-4-06-285405-4。
- トーベ・ヤンソン『ムーミン谷の夏まつり』下村隆一 訳、講談社〈講談社青い鳥文庫〉、1981年。／新装版：2013年。ISBN 978-4-06-285397-2。
- トーベ・ヤンソン『ムーミン谷の冬』山室静 訳、講談社〈講談社青い鳥文庫〉、1982年。／新装版：2014年。ISBN 978-4-06-285402-3。
- トーベ・ヤンソン『ムーミンパパの思い出』小野寺百合子 訳、講談社〈講談社青い鳥文庫〉、1982年。／新装版：2014年。ISBN 978-4-06-285445-0。
- トーベ・ヤンソン『ムーミン谷の仲間たち』山室静 訳、講談社〈講談社青い鳥文庫〉、1983年。／新装版：2013年。ISBN 978-4-06-285390-3。
- トーベ・ヤンソン『ムーミン谷の十一月』鈴木徹郎 訳、講談社〈講談社青い鳥文庫〉、1984年。／新装版：2014年。ISBN 978-4-06-285456-6。
- トーベ・ヤンソン『ムーミンパパ海へいく』小野寺百合子 訳、講談社〈講談社青い鳥文庫〉、1985年。／新装版：2014年。ISBN 978-4-06-285436-8。
- トーベ=ヤンソン 原作『ミニ絵本シリーズ 楽しいムーミン一家』講談社。
  1. 「ムーミンとふしぎなぼうし」1990年。
  2. 「ムーミンとニンニ」1990年。
  3. 「小さなりゅうはスナフキンがすき」1990年。
  4. 「ムーミン谷にきたかせいじん」1990年。
  5. 「スナフキンのいないはる」1991年。
  6. 「しあわせってなに? ムーミンパパ」1991年。
  7. 「まよなかのふしぎな音」1991年。
  8. 「ムーミンとまじょの子アリサ」1991年。
  9. 「ムーミンとことりのおやこ」1991年。
  10. 「ムーミンパパのいす」1991年。
  11. 「ヘムレンさんの大はっけん」1992年。
  12. 「ムーミンの金色のしっぽ」1992年。
- トーベ・ヤンソン『ムーミン童話全集』講談社。
  1. 「ムーミン谷の彗星」下村隆一 訳、1990年。
  2. 「たのしいムーミン一家」山室静 訳、1990年。
  3. 「ムーミンパパの思い出」小野寺百合子 訳、1990年。
  4. 「ムーミン谷の夏まつり」下村隆一 訳、1990年。
  5. 「ムーミン谷の冬」山室静 訳、1990年。
  6. 「ムーミン谷の仲間たち」山室静 訳、1990年。
  7. 「ムーミンパパ海へいく」小野寺百合子 訳、1990年。
  8. 「ムーミン谷の十一月」鈴木徹郎 訳、1990年。

  - 別巻「小さなトロールと大きな洪水」冨原眞弓 訳、1992年。
- トーベ=ヤンソン『トーベ=ヤンソンのムーミン絵本』渡部翠 訳、講談社〈講談社の翻訳絵本〉。
  1. 「それからどうなるの?」1991年。ISBN 4-06-187871-9。／新版：2019年。ISBN 978-4-06-514912-6。
  2. 「さびしがりやのクニット」1991年。ISBN 4-06-187872-7。
  3. 「ムーミン谷へのふしぎな旅」1991年。ISBN 4-06-187873-5。
- トーベ・ヤンソン『小さなトロールと大きな洪水』冨原眞弓 訳、講談社〈講談社青い鳥文庫〉、1999年／新装版：2015年。ISBN 978-4-06-285467-2。
- トーベ・ヤンソン 文、ペル・ウーロフ・ヤンソン 写真『ムーミンやしきはひみつのにおい』渡部翠 訳、講談社〈講談社の翻訳絵本〉、2014年。ISBN 978-4-06-283082-9。
- トーベ・ヤンソン『ムーミン全集 新版』講談社。
  1. 「ムーミン谷の彗星」下村隆一 訳、2019年。ISBN 978-4-06-514855-6。
  2. 「たのしいムーミン一家」山室静 訳、2019年。ISBN 978-4-06-515513-4。
  3. 「ムーミンパパの思い出」小野寺百合子 訳、2019年。ISBN 978-4-06-516073-2。
  4. 「ムーミン谷の夏まつり」下村隆一 訳、2019年。ISBN 978-4-06-516671-0。
  5. 「ムーミン谷の冬」山室静 訳、2020年。ISBN 978-4-06-516900-1。
  6. 「ムーミン谷の仲間たち」山室静 訳、2020年。ISBN 978-4-06-516902-5。
  7. 「ムーミンパパ海へいく」小野寺百合子 訳、2020年。ISBN 978-4-06-516901-8。
  8. 「ムーミン谷の十一月」鈴木徹郎 訳、2020年。ISBN 978-4-06-516904-9。
  9. 「小さなトロールと大きな洪水」冨原眞弓 訳、2020年。ISBN 978-4-06-516905-6。
- トーベ・ヤンソン 絵とことば『ムーミン谷の名言シリーズ』下村隆一、山室静、小野寺百合子、鈴木徹郎 訳、畑中麻紀 翻訳編集、講談社。
  1. 「スナフキンのことば」2020年。ISBN 978-4-06-517864-5。
  2. 「ちびのミイのことば」2020年。ISBN 978-4-06-517867-6。
  3. 「ムーミンママのことば」2021年。ISBN 978-4-06-517866-9。
  4. 「ムーミントロールのことば」2021年。ISBN 978-4-06-517865-2。

### 偕成社
- 『ムーミン谷は大さわぎ』赤星亮衛 絵、矢崎源九郎 訳、偕成社〈世界の子どもの本 6〉、1965年。

### 福武書店
- トーベ・ヤンソン、ラルス・ヤンソン『ムーミンの冒険日記』野中しぎ 訳、福武書店。
  1. 「ムーミン英雄になる」1991年8月。
  2. 「ムーミンパパの幸せな日々」1991年8月。
  3. 「ご先祖さまは難破船あらし!?」1991年9月。
  4. 「ムーミン家をたてる」1991年10月。
  5. 「ジャングルになったムーミン谷」1991年11月。
  6. 「ムーミン谷に彗星がふる日」1992年4月。
  7. 「ムーミン南の海へゆく」1992年5月。
  8. 「ムーミン谷のスポーツ大会騒動」1992年6月。
  9. 「ムーミン一家とメイドのミザベル」1992年11月。
  10. 「ムーミン谷に火星ジン!?」1993年1月。

### 筑摩書房
- トーベ・ヤンソン、ラルス・ヤンソン『ムーミン・コミックス』冨原眞弓 訳、筑摩書房。
  1. 「黄金のしっぽ」2000年7月10日発行。ISBN 4-480-77041-0。
表題作の他には「ムーミンパパの灯台守」を収録。
  2. 「あこがれの遠い土地」2000年8月20日発行。ISBN 4-480-77042-9。
表題作の他には「ムーミン谷のきままな暮らし」、「タイムマシンでワイルドウエスト」、「ムーミンママの小さなひみつ」を収録。
  3. 「ムーミン、海へ行く」2000年9月20日発行。ISBN 4-480-77043-7。
表題作の他には「ジャングルになったムーミン谷」、「スニフ、心をいれかえる」を収録。
  4. 「恋するムーミン」2000年10月20日発行。ISBN 4-480-77044-5。
表題作の他には「家をたてよう」、「ちっちゃなバンパイア」、「署長さんの甥っ子」を収録。
  5. 「ムーミン谷のクリスマス」2000年11月20日発行。ISBN 4-480-77045-3。
表題作の他には「預言者あらわる」、「イチジク茂みのへっぽこ博士」を収録。
  6. 「おかしなお客さん」2000年12月。ISBN 4-480-77046-1。
表題作の他には「ミムラのダイヤモンド」、「レディ危機一髪」を収録。
  7. 「まいごの火星人」2001年1月。ISBN 4-480-77047-X。
表題作の他には「ムーミンママのノスタルジー」、「わがままな人魚」を収録。
  8. 「ムーミンパパとひみつ団」2001年2月。ISBN 4-480-77048-8。
表題作の他には「やっかいな冬」、「ムーミン谷の小さな公園」を収録。
  9. 「彗星がふってくる日」2001年3月。ISBN 4-480-77049-6。
表題作の他には「サーカスがやってきた」、「大おばさんの遺言」を収録。
  10. 「春の気分」2001年4月。ISBN 4-480-77050-X。
表題作の他には「南の島にくりだそう」、「ムーミン谷の宝さがし」を収録。
  11. 「魔法のカエルとおとぎの国」2001年5月。ISBN 4-480-77051-8。
表題作の他には「おさびし島のご先祖さま」、「テレビづけのムーミンパパ」を収録。
  12. 「ふしぎなごっこ遊び」2001年6月。ISBN 4-480-77052-6。
表題作の他には「ムーミンと魔法のランプ」、「ムーミン谷の大スクープ」を収録。
  13. 「しあわせな日々」2001年7月。ISBN 4-480-77053-4。
表題作の他には「スナフキンの鉄道」、「まよえる革命家」を収録。
  14. 「ひとりぼっちのムーミン」2001年8月20日発行。ISBN 4-480-77054-2。
表題作の他には「ムーミン谷への遠い道のり」、「ムーミントロールと地球の終わり」を収録。
- トーベ・ヤンソン、ラルス・ヤンソン『ムーミン・コミックス セレクション』冨原眞弓 訳、筑摩書房。
  1. 「ムーミン谷へようこそ」2015年12月10日発行。ISBN 978-4-480-43321-3。
「ふしぎなごっこ遊び」、「ムーミンママの小さなひみつ」、「黄金のしっぽ」、「イチジク茂みのへっぽこ博士」を収録。
  2. 「ムーミン一家のふしぎな旅」2015年12月10日発行。ISBN 978-4-480-43322-0。
「おさびし島のご先祖さま」、「やっかいな冬」、「まいごの火星人」、「ムーミンパパの灯台守」を収録。
- トーベ・ヤンソン、ラルス・ヤンソン『英語対訳 ムーミン・コミックス』冨原眞弓、安達まみ 訳、筑摩書房、2020年9月。ISBN 978-4-480-83216-0。

### 徳間書店
- トーベ・ヤンソン、ラルス・ヤンソン『ムーミンのちいさなえほんばこ』徳間書店、2011年。ISBN 978-4-19-863011-9。
  1. 「ムーミントロール」
  2. 「フローレン」
  3. 「ムーミンママ」
  4. 「ムーミンパパ」

## ムーミン・シリーズ (原作)
作者のトーベ・ヤンソンは画家でもあり、ムーミンの原型となるキャラクターは小説執筆以前にも風刺雑誌『ガルム』などでたびたび描かれていた。小説として初めて登場するのは1945年にスウェーデン語で著された『小さなトロールと大きな洪水』で、その後ムーミン・シリーズとして知られる計9作品に登場するようになる。
造形的には、トーベが10代の頃、次弟ペル・ウーロフ・ヤンソンとの口ゲンカに負けたときに、トイレの壁に悔し紛れに描いた『SNORK(スノーク、とても醜い生き物)』として描いたものが、ムーミントロールのルーツであるとされる。ネーミングは叔父の家へ下宿をし学校へ通っている時代、勉強の合間に冷蔵庫から食べ物を失敬しては夜食にしていたのだが、あるときに叔父から注意され「この裏にはムゥーミントロールというお化けがいるからつまみ食いはやめなさい。首筋に冷たい息を吹きかけてくるぞ。」と言われたことがきっかけである。
小説は子供向けの作品の体裁をとっているが、その内容は必ずしも子供向けではない。第二次大戦の戦中・戦後に執筆された初期の作品には、洪水や彗星の襲来など自然災害が繰り返し描かれる。新聞連載漫画の大成功によってもたらされた「ムーミンブーム」にほとほと疲れ果てた頃に書かれた第6作『ムーミン谷の冬』を契機として、後期の作品はよりはっきりと内観的であり、おとぎ話の体裁をとった純文学といってよい内容を備えている。
また、小説の挿絵もトーベが行っており、初期はインクの濃淡で描かれていたが、次第に細かな線のみで表現されるようになった。
朝日新聞の千葉恵理子によると、トーベはこの作風の変化を画家としての進歩だと受け取り、改訂する際に初期作品の挿絵を線による挿絵に差し替えたとされている。
1954年からイギリスの大衆紙「イブニング・ニュース」 にムーミントロールの漫画が週に6日掲載された。トーベ・ヤンソンが漫画を描きスウェーデン語のセリフをコマに書くと、語学が堪能な末弟のラルス・ヤンソンがセリフを英語に翻訳した原稿が印刷に回る。途中ラルスが作品のアイディア自体を提供する時期を経て、1960年以降はラルスが引き継ぎ、1975年まで合計73作品が連載された。うち21作はトーベの絵である。

### 小説作品
小説作品は長編・短編集あわせて9作品が刊行されている。ムーミンの原作はスウェーデン語で書かれた。以下、日本語題名は講談社の全集による。
- 『小さなトロールと大きな洪水（英語版）』 典: Småtrollen och den stora översvämningen - 1945
この作品のみ邦訳が大きく遅れたため、講談社全集では「別巻」として以後の巻番号が1巻づつくりあがっている。ただし内容的には外伝やパラレルものではなくそのまま以後の巻に話が続いている（『たのしいムーミン一家』のありじごくのエピソードで「前にママに砂をかけた」説明など）。
- 『ムーミン谷の彗星』 典: Kometjakten / 典: Mumintrollet på kometjakt / 典: Kometen kommer - 1946(1956年改訂・1968年三訂)
- 『たのしいムーミン一家』 典: Trollkarlens hatt - 1948
- 『ムーミンパパの思い出（英語版）』 典: Muminpappans bravader /典: Muminpappans memoarer - 1950 (日本語版、講談社 1969年 のち講談社文庫 新版2011年、翻訳者：小野寺百合子)
- 『ムーミン谷の夏まつり（英語版）』 典: Farlig midsommar - 1954
- 『ムーミン谷の冬』 典: Trollvinter - 1957
国際アンデルセン賞作家賞受賞作品。
(あらすじ)ムーミン一家では11月から4月までの長い冬、冬眠をすることが先祖からの慣わしであった。しかしある年、なぜかムーミントロールだけが眠りから覚めてしまう。ムーミントロールにとって初めての冬は、たくさんの不思議で溢れていた
- 『ムーミン谷の仲間たち（英語版）』 典: Det osynliga barnet - 1962
- 『ムーミンパパ海へいく（英語版）』 典: Pappan och havet - 1965 （日本語版、講談社1968年 のち講談社文庫 新版2011年、翻訳者：小野寺百合子）
- 『ムーミン谷の十一月（英語版）』典: Sent i november - 1970

#### 日本における受容（小説作品）
最古の日本語訳は1964年、講談社から出版された『少年少女新世界文学全集 第27巻』所収の「ムーミン谷の冬」（翻訳：山室静、挿絵：池田龍雄）である。同作の挿絵ではムーミンはマフラーを巻いている（以後、特記なきものはすべて講談社からの出版）。
続いて1965年には、偕成社の『世界の子どもの本』シリーズから『ムーミン谷はおおさわぎ』（翻訳：矢崎源九郎、挿絵：赤星亮衛。『ムーミン谷の夏まつり』の日本語訳）が出版された。同書では、スナフキンは「かぎタバコ屋くん」、ミイは「おちびのミュー子」などと翻訳されている。同年には『たのしいムーミン一家』（翻訳：山室静）が、初めて原作者のトーベ・ヤンソンによる挿絵を使用して出版された。『たのしい――』には、冒頭に、シリーズ刊行に当たってのムーミンママからの日本の読者に向けた挨拶（講談社から手紙が来たのがこの作品が誕生するきっかけであったこと、トロルと自分達ムーミンの違いについてなど）が記されている。
1968年には『トーベ＝ヤンソン全集』が出版され、当時原書が絶版だった『小さなトロールと大きな洪水』を除く原作本全8作がすべて翻訳・出版されることとなった。
テレビアニメ『楽しいムーミン一家』（漢字表記と平仮名表記の違いで分かるように別の作品）の放送が開始された1990年からは、初めて原著に忠実な編成の『ムーミン童話全集』が全9巻で出版され、同全集版が『小さなトロールと大きな洪水』の初日本語訳となった。
文庫版の出版も行われた。1972年に少年少女講談社文庫に『たのしいムーミン一家』が収録されたのを皮切りに、1978年からは講談社文庫に、1980年からは青い鳥文庫に収録されている。

### 漫画作品
トーベ・ヤンソンが初めてムーミンを漫画化したのは1947年のスウェーデン語の新聞『ニィ・ティド(en:Ny Tid (Finland)・fi:Ny Tid)』紙の児童欄であり 、『ムーミン谷の彗星』を漫画化した(トフスランとビフスランたちが出てくるなど、内容は多少違う)『ムーミントロールと地球の終わり』だが、1年間の連載予定が半年で打ち切りになり、以後のコミックシリーズとは無関係になっている。(なお、同作品はムーミンコミックス14.『ひとりぼっちのムーミン』に収録されている)。
その後、1950年に第3作『たのしいムーミン一家』の英語版が出ると、当時世界最大の発行部数を誇った、イギリスの夕刊紙｢イブニング・ニュース｣から、「ムーミンを主役とした新聞漫画を描いてみないか」と申し入れを受ける。こうしてコミック版ムーミンは1954年から、1975年まで日曜日を除く週6日掲載され、たちまち大人気となり、世界各国に配信されて愛されるようになる。
当初、トーベは60年に連載を終えるつもりだったが、契約上では新聞社側が作者を替えて連載を継続させる権利を有していた。最終的に、トーベからの相談を受けた末弟ラルス・ヤンソンが、3か月の特訓の末に漫画の制作を引き継いだ。
新聞漫画の読み手は大人が中心だったことから、コミック版は小説版よりも、ムーミンパパの冒険や失敗に加え、社会に対する風刺が題材に取り上げられることが増えた大人向けの作品である。
また、朝日新聞の記者・千葉恵理子は、日本で行われたコミック版の展覧会の記事の中で、姉弟の作風の違いについて指摘している。たとえば、トーベの描くムーミンは全体的に丸みを帯びた柔らかなデザインであるのに対し、ラルスのムーミンは鼻が若干とがっていて、表情がわかりやすいとしている。また、トーベは光の当たり方や遠近感を重視して自然を描くのに対し、ラルスはホースなどの小道具を、コマ割りの枠に使うなど漫画的な表現を多用している。
| 番号                 | 日本語題（筑摩書房）           | 英題         | スウェーデン語題                   | 発表年          |
| ニィ・ティド         | ニィ・ティド                   | ニィ・ティド | ニィ・ティド                       | ニィ・ティド    |
| -------------------- | ------------------------------ | ------------ | ---------------------------------- | --------------- |
| 1                    | ムーミントロールと地球の終わり |              | Mumintrollet och jordens undergång | 1947年 - 1948年 |
| イヴニング・ニューズ |                                |              |                                    |                 |
| 1                    | ひとりぼっちのムーミン         |              | Mumintrollet                       | 1954年          |
| 2                    | ムーミン谷への遠い道のり       |              | Muminfamiljen                      | 1955年          |
| 3                    | 南の島にくりだそう             |              | Familjen lever högt                | 1955年          |
| 4                    | おさびし島のご先祖さま         |              | Den ensliga ön                     | 1955年          |
| 5                    | やっかいな冬                   |              | Den farliga vintern                | 1955年          |
| 6                    | ふしぎなごっこ遊び             |              | Låtsaslek                          | 1956年          |
| 7                    | 家をたてよう                   |              | Att bygga ett hus                  | 1956年          |
| 8                    | 預言者あらわる                 |              | Vi börjar ett nytt liv             | 1956年          |
| 9                    | 恋するムーミン                 |              | Mumin blir förälskad               | 1956年          |
| 10                   | ジャングルになったムーミン谷   |              | Vi bor i en djungel                | 1956年          |
| 11                   | まいごの火星人                 |              | Mumin och marsmänniskorna          | 1957年          |
| 12                   | ムーミンパパの灯台守           |              | Mumin och havet                    | 1957年          |
| 13                   | ムーミンママの小さなひみつ     |              | Föreningsliv i Mumindalen          | 1957年          |
| 14                   | タイムマシンでワイルドウエスト |              | Mumintrollet i vilda västern       | 1957年          |
| 15                   | あこがれの遠い土地             |              | Snorkfröken i rokoko               | 1958年          |
| 16                   | ムーミン谷のきままな暮らし     |              | Mumin och medborgarkänslan         | 1958年          |
| 17                   | 彗星がふってくる日             |              | Mumin och kometen                  | 1958年          |
| 18                   | 黄金のしっぽ                   |              | Mumin och den gyllene svansen      | 1958年          |
| 19                   | おかしなお客さん               |              | Muminvinter                        | 1959年          |
| 20                   | ムーミン、海へいく             |              | Mumin till sjöss                   | 1959年          |
| 21                   | イチジク茂みのへっぽこ博士     |              | Klått-djurets frieri               | 1959年          |
| 22                   | ムーミンと魔法のランプ         |              | Mumins lampa                       | 1960年          |
| 23                   | スナフキンの鉄道               |              | Mumin och järnvägen                | 1960年          |
| 24                   | ムーミンパパとひみつ団         |              | Muminpappa och spionerna           | 1960年          |
| 25                   | サーカスがやってきた           |              | Mumin och cirkusen                 | 1960年          |
| 26                   |                                |              | Mumin Nybyggaren                   | 1961年          |
| 27                   |                                |              | Mumin och scouterna                | 1961年          |
| 28                   |                                |              | Mumin brukar jorden                | 1961年          |
| 29                   | ムーミン谷の宝さがし           |              | Mumin och guldgrävarna             | 1961年          |
| 30                   |                                |              | Robinson Mumin                     | 1962年          |
| 31                   |                                |              | Mumin och konsten                  | 1962年          |
| 32                   |                                |              | Sniff's badort                     | 1962年          |
| 33                   | 署長さんの甥っ子               |              | Polismästarens brorson             | 1962年          |
| 34                   | レディ危機一髪                 |              | Dam i dilemma                      | 1963年          |
| 35                   |                                |              | Knappar och äktenskap              | 1963年          |
| 36                   | 大おばさんの遺言               |              | Sniffs sportaffär                  | 1963年          |
| 37                   | ミムラのダイヤモンド           |              | Mymlans diamant                    | 1963年          |
| 38                   | ちっちゃなバンパイア           |              | Mumin och vampyren                 | 1964年          |
| 39                   | テレビづけのムーミンパパ       |              | Mumin och TV                       | 1964年          |
| 40                   |                                |              | De underutvecklade mumintrollen    | 1964年          |
| 41                   |                                |              | Mumin och moster                   | 1964年          |
| 42                   | ムーミン谷の小さな公園         |              | Mumin och natur-parken             | 1965年          |
| 43                   | ムーミンママのノスタルジー     |              | Mumin och den gamla goda tiden     | 1965年          |
| 44                   |                                |              | Hundliv i Mumindalen               | 1965年          |
| 45                   |                                |              | Mumin detektiven                   | 1966年          |
| 46                   | 春の気分                       |              | Vårkänslor                         | 1966年          |
| 47                   | 魔法のカエルとおとぎの国       |              | Mumin räddar en prinsessa          | 1966年          |
| 48                   |                                |              | Mumin och agent 008½               | 1966年          |
| 49                   |                                |              | Mumin lever farligt                | 1967年          |
| 50                   |                                |              | Mumin på Torrelorca                | 1967年          |
| 51                   |                                |              | Snorkfröken i societeten           | 1967年          |
| 52                   |                                |              | Redan de gamla grekerna            | 1967年          |
| 53                   | スニフ、心をいれかえる         |              | Sniff blir god                     | 1968年          |
| 54                   | ムーミン谷の大スクープ         |              | Redaktör Mumin                     | 1968年          |
| 55                   |                                |              | Mumin och de föräldralösa          | 1968年          |
| 56                   |                                |              | Riddar Mumin                       | 1969年          |
| 57                   |                                |              | Mumin till häst                    | 1969年          |
| 58                   | わがままな人魚                 |              | Mumin och sjöjungfrun              | 1969年          |
| 59                   |                                |              | Misans återkomst                   | 1970年          |
| 60                   | まよえる革命家                 |              | Mumin och radikalerna              | 1970年          |
| 61                   | ムーミン谷のクリスマス         |              | Mumin jul                          | 1970年          |
| 62                   |                                |              | Mumin i Egypten                    | 1971年          |
| 63                   |                                |              | Sniff blir kär                     | 1971年          |
| 64                   | しあわせな日々                 |              | Mumin förlovar sig                 | 1971年          |
| 65                   |                                |              | Mumin och den flygande Holländaren | 1972年          |
| 66                   |                                |              | Snorkfröken blir synsk             | 1972年          |
| 67                   |                                |              | Mumin och badstranden              | 1973年          |
| 68                   |                                |              | Mumin blir rik                     | 1973年          |
| 69                   |                                |              | Mumin och Gurun                    | 1973年          |
| 70                   |                                |              | Muminpappan på ålderns brant       | 1974年          |
| 71                   |                                |              | Batalj i Mumindalen                | 1974年          |
| 72                   |                                |              | Mumin i Neanderdalen               | 1974年          |
| 73                   |                                |              | Mumin och de tio sparbössorna      | 1975年          |

#### 日本における受容(漫画作品）
1969年には漫画版が、講談社から「ムーミンまんがシリーズ｣(訳者名の記載なし。※出版社の講談社スタッフが訳をしたという。解説;草森紳一)として初めて日本語訳された。。同書は全73話中29話を抜粋した、全10巻のシリーズである。。右綴じのため、画像は左右反転の印刷である。。また、カルピスまんが劇場版アニメに倣い、スノークのお嬢さんは｢ノンノン｣と翻訳されている。現在も図書館、古書店で見ることが出来る。
1991年には福武書店(現：ベネッセコーポレーション)から、『えほんこみっくす ムーミンの冒険日記』(翻訳;野中しぎ)として全10巻で出版された。コマの周囲に色が施された2色刷りで、横長で2段組の構成である。訳者の野中がプロデューサーを務めたテレビアニメ『楽しいムーミン一家』に倣い、スノークのお嬢さんは｢フローレン｣と翻訳されている。現在も、図書館、古書店で見ることが出来る。
2000年には筑摩書房から『ムーミン・コミックス』(翻訳：冨原眞弓)として出版された。これまでの日本語訳は、英語版からの翻訳であったのに対し、当作品はスウェーデン語からの翻訳である。トーベ作の全21話とラルス作の全52話中21話、計42話が収録されている。装幀は祖父江慎。スノークのお嬢さんは｢スノークの女の子｣と訳されている。

#### 講談社版「ムーミンまんがシリーズ」
講談社版「ムーミンまんがシリーズ」(訳者不明、草森紳一解説)はトーベとラルスの作品29作を収録している。
- ムーミンまんがシリーズ1『とってもムーミン』1969
- ムーミンまんがシリーズ2『びっくりムーミン』1970
- ムーミンまんがシリーズ3『それいけムーミン』1970
- ムーミンまんがシリーズ4『ぐっときてムーミン』1970
- ムーミンまんがシリーズ5『ハレハレムーミン』1970
- ムーミンまんがシリーズ6『ムーミンワルツ』1970
- ムーミンまんがシリーズ7『あのひのムーミン』1970
- ムーミンまんがシリーズ8『いうなればムーミン』1970
- ムーミンまんがシリーズ9『やったぜムーミン』1970
- ムーミンまんがシリーズ10『そこぬけムーミン』1970

※ スノークのお嬢さんは、アニメーション『ムーミン』での音響監督の田代敦巳が名前が付けられていないのは味気ないからと、演出を担当したスタッフ、大隅正秋の妻の愛称である｢ノンちゃん｣から採って名づけた“ノンノン”と訳されている。
※ 共同執筆者の弟ラルス・ヤンソンの絵である作品も掲載されているが、ラルス・ヤンソンの名前は記載されていない。
※ 作品の枠の一部に2人が書いたサインは消されている。日本向けに左右反転されており右開きになっている。セリフは縦書きに変更されている。

#### 福武書店(現:ベネッセ)版『ムーミンの冒険日記』
福武書店版『ムーミンの冒険日記』(野中しぎ訳)はトーベの作品10作を収録している。
- 絵本コミックス ムーミンの冒険日記1.『ムーミン英雄になる』1991
- 絵本コミックス ムーミンの冒険日記2.『ムーミンパパの幸せな日々』1991
- 絵本コミックス ムーミンの冒険日記3.『ご先祖さまは難破船あらし!?』1991
- 絵本コミックス ムーミンの冒険日記4.『ムーミン家をたてる』1991
- 絵本コミックス ムーミンの冒険日記5.『ジャングルになったムーミン谷』1991
- 絵本コミックス ムーミンの冒険日記6.『ムーミン谷に彗星がふる日』1992
- 絵本コミックス ムーミンの冒険日記7.『ムーミン南の海へゆく』1992
- 絵本コミックス ムーミンの冒険日記8.『ムーミン谷のスポーツ大会騒動』1992
- 絵本コミックス ムーミンの冒険日記9.『ムーミン一家とメイドのミザベル』1992
- 絵本コミックス ムーミンの冒険日記10.『ムーミン谷に火星ジン!?』1993

※ スノークのお嬢さんは、訳者がテレスクリーンでプロデューサーとして係わったアニメーション『楽しいムーミン一家』と同じく、ドイツ語のフローレンを名前とされた。
※ 原作者ではあっても、ラルスの作品は扱われていなかったにも関わらず、執筆者紹介は姉弟一緒の写真付きで掲載されている。
※ アニメーション『楽しいムーミン一家』では、原作者の一人ラルスの名前のクレジットは、愛称の「ラッセ」と表記されていたが、当作品では本名のラルスになっている。

#### 筑摩書房版『ムーミンコミックス』
筑摩書房版『ムーミンコミックス』(冨原眞弓訳)はトーベとラルスの作品42作と漫画の元となったトーベの作品1作を収録している。他2社と違いスウェーデン語版を基にしている。スノークのお嬢さんはスノークの女の子と訳されている。
- ムーミンコミックス1.『黄金のしっぽ』2000
- ムーミンコミックス2.『あこがれの遠い土地』2000
- ムーミンコミックス3.『ムーミン、海へいく』2000
- ムーミンコミックス4.『恋するムーミン』2000
- ムーミンコミックス5.『ムーミン谷のクリスマス』2000
- ムーミンコミックス6.『おかしなお客さん』2000
- ムーミンコミックス7.『まいごの火星人』2001
- ムーミンコミックス8.『ムーミンパパとひみつ団』2001
- ムーミンコミックス9.『彗星がふってくる日』2001
- ムーミンコミックス10.『春の気分』2001
- ムーミンコミックス11.『魔法のカエルとおとぎの国』2001
- ムーミンコミックス12.『ふしぎなごっこ遊び』2001
- ムーミンコミックス13.『しあわせな日々』2001
- ムーミンコミックス14.『ひとりぼっちのムーミン』2001

※ 10『春の気分』に収録された「南の島へくりだそう」は、後述する『劇場版ムーミン 南の海で楽しいバカンス』の原作。

### 絵本
小説や漫画版のエピソードを編集して幼児向け絵本にしたものもあるが、ここでは絵本として書き下ろされた作品を扱う。
- 『それから どうなるの?』[15] (『Hur gick det sen?』 1952)英語版は2001年の発行[16]、また初の iPad 版がある[17]．(en:The Book about Moomin, Mymble and Little My)
  - ページに穴が開いていて、次のページの一部が見えるという構図の仕掛け絵本。ストーリーはムーミンがお使いに行く途中にミィを探すミムラ姉さんと出会い、一緒に探しているとトラブルに巻き込まれるというもの。
- 『さびしがりやのクニット』[18] (『Vem ska trösta Knyttet?』1960) 英語版は2010年の発行[19]．(en:Who Will Comfort Toffle?)
クニットというトロール(はい虫という、ムーミントロールとは別の種族)が主人公の、スピンオフ的な作品。
- 『ムーミン谷への ふしぎな旅』[20] (『Den farliga resan』1977) 英語版は1978年の発行[21]。(en:The Dangerous Journey)
スサンナという異世界から来た女の子が主人公のスピンオフ作品。
- 『ムーミンやしきはひみつのにおい』[22](『Skurken i Muminhuset』 1980) 次弟ペル・ウーロフ・ヤンソンの写真にトーベが文章を書いたもの。長らく未邦訳であったが、トーベ・ヤンソン生誕100週年に当たる2014年に翻訳出版された。フィンランド版は青い表紙であるが、日本語版は茶色い表紙である。紙質も違い、フィンランド版は約4,000円(本体のみ)。取り寄せ可能。

#### 日本における受容(絵本作品)
以下に挙げる日本語訳はすべて講談社からの出版である。
1965年、『世界の童話 10 北欧・南欧童話集』に｢さて、それから｣(翻訳：下村隆一、山室静、挿絵：井上洋介）が収録された。これが絵本『それから どうなるの?』の初日本語訳である。
その後、1971年に山室静の翻訳で『それからどうなるの』（当時の訳題には疑問符はない）『さびしがりやのクニット』が出版された。縦組み右綴じの構成で、イラストは反転しての印刷であった。1980年に小野寺百合子の翻訳で『ムーミン谷へのふしぎな旅』が出版。
1991年に渡部翠の新訳で『それからどうなるの?』『さびしがりやのクニット』『ムーミン谷へのふしぎな旅』が出版される。2014年に同じく渡部翠の翻訳で『ムーミンやしきはひみつのにおい』が出版された。

## 二次著作

### テレビアニメーション

#### ムーミン (1969年)
1969年（昭和44年）10月5日 - 1970年（昭和45年）12月27日，フジテレビ系列にてカラー放送．企画製作は瑞鷹エンタープライズ．アニメーション制作は第1話 - 第26話まで東京ムービー（Aプロダクション）．キャラクターデザインは大塚康生であったために，大塚ムーミンとして親しまれてきた．第27話以降最終回までは，東京ムービーが降板したために，間を措かずに虫プロダクションへと交代した．なお制作会社の交代については，トーベ・ヤンソンの要望のため，あるいは，赤字を垂れ流す番組を切り捨てるためともいわれるが，演出を務めた大隅正秋によれば，大隅や大塚らの制作チームは，はじめから26話までの約束で参加していた（その後には「ルパン三世」の制作が控えていた）のであり，途中で辞めたのではないと云い，トーベからの要望は体の良い表向きの理由としてクレームだと誇張して喧伝されたのだという．放送時間帯は日曜日19時30分 - 20時00分の30分番組であった．「カルピスまんが劇場」の第2作である．

#### ムーミン (1972年)
1972年(昭和47年)1月9日 - 同年12月31日，フジテレビ系列にて毎週日曜日の19:30〜20:00に放送．企画製作は瑞鷹エンタープライズ．アニメーション制作は虫プロダクション．番組表によっては｢新ムーミン｣と表記されることもあった．

#### 瑞鷹エンタープライズ作品の再放送とソフト販売
瑞鷹エンタープライズ版は、本放送終了後も1969年版・1972年版共に再放送でも好評を得ていて、ソフトの売れ行きも好調で，1990年の｢楽しいムーミン一家｣の放送開始の前日までは，1969年版と1972年版ともに再放送やVHSビデオソフト・レーザーディスクソフトへの作品配給や、キャラクターグッズの発売許諾を行っていたが、1990年からドイツのテレスクリーン（現在はStudio 100の孫会社）製作による「楽しいムーミン一家」の放送が開始されて以後、権利保有のムーミンキャラクターズ社（社長（当時、現会長）：ソフィア・ヤンソン）の公開停止要望により日本国内において瑞鷹エンタープライズ版の作品の再放送・配信・パッケージソフト化は正規の形では一切行われていない。一方で、瑞鷹エンタープライズ版でキャラクターデザインを担当していた大塚康生は、21世紀初頭でも台湾では瑞鷹エンタープライズ版が繰り返し再放送されていると証言している。本国の公式サイトで1969年版と1972年版のそれぞれ第一話の動画は見ることができる。

#### ムーミン・パペット・アニメーション

##### ムーミン・パペット・アニメーション (1979年)
1977年にトーベ・ヤンソン監修のもとポーランドで作られたテレビ放映用ストップモーション・アニメーション（人形アニメ）。全78話。日本では1969年版と1972年版の日本製TVアニメーションで脚本を手掛けた鈴木良武が監修に入りムーミンの声を演じた女優岸田今日子が一人で全てのキャラクターの吹き替えを演じ、1979年よりNHK BS2「衛星アニメ劇場」枠で放送された。その後2003年にプチグラパブリッシング配給により36話が劇場公開され、同年アスミックからDVD-BOXも発売された。

##### ムーミン・パペット・アニメーション (2012年)
1977年の『ムーミン・パペット・アニメーション』の、フィンランド本国によるデジタルリマスター版。日本では新たに段田安則と松たか子の二人が全キャラクターを演じ分ける形で再吹き替えが行われ、2012年3月24日～2013年3月26日にNHK BSプレミアムにて放送された。後にNHKエンタープライズによりDVDも発売された。

#### 楽しいムーミン一家

##### 楽しいムーミン一家 (1990年)
1990年（平成2年）4月12日 - 1991年(平成3年)10月3日テレビ東京系列にて放送。製作はテレスクリーン。ヤンソン姉弟の監修のもと、プロデューサーであるデニス・リブソンらフィンランドスタッフが参加。名倉靖博がトーベの原作を基にキャラクターデザインを行った。制作協力はテレイメージ（現: ワコープロ）、ビジュアル80。

##### 楽しいムーミン一家 冒険日記 (1991年)
1991年（平成3年）10月10日 - 1992年（平成4年）3月26日、テレビ東京系列にて放送。『楽しいムーミン一家』の第2シリーズとして、休止期間を挟まずに放送された。こちらにはオープニングには登場するスノークが全く出なくなり、白鳥英美子のナレーションもなくなった。原作は主にコミックスから採られている。

#### ムーミン谷のなかまたち (2019年)
原題は「MoominValley」。フィンランド本国で2019年春放送。フィンランドとスウェーデンに本拠を置くガッツィー・アニメーションズが制作を務め、最先端の2D/3Dハイブリッド技術を使用して作られる。ストーリーは、原作のオリジナルストーリーに基づきリメイクされる。日本でも2019年4月4日19時半からNHK BS4K，2021年11月6日10時半からNHK eテレにて放送開始。

### 劇場用アニメーション映画

#### 楽しいムーミン一家 ムーミン谷の彗星 (1992年)
1992年8月8日に松竹の配給で公開。上映時間: 62分、製作国: 日本

#### 劇場版ムーミン パペット・アニメーション
ムーミン・パペット・アニメーション（デジタルリマスター版）の一部を劇場版として再編集した作品群。

##### 劇場版ムーミン パペット・アニメーション 〜ムーミン谷の夏まつり〜 (2008年)
2008年公開、日本ではアスミック・エース配給により2009年に公開。吹き替えはムーミン：野島健児、ムーミンパパ：稲葉実、ムーミンママ：高島雅羅、スノークのおじょうさん：永田亮子、ミイ：水田わさび、スナフキン：白熊寛嗣。ナレーションを小泉今日子が務めた。角川エンタテインメントからDVDが発売された。

##### 劇場版 ムーミン谷の彗星 パペット・アニメーション (2010年)
小説「ムーミン谷の彗星」を原作とするエピソードを抜き出し、劇場用長編アニメーションとして2010年に制作された。主題歌をビョークが歌い、声の出演はマッツ・ミケルセンやアレクサンダー・スカルスガルドなどが担当する。日本では2015年にチャイルドフィルムの配給によって公開された。吹き替えはスノークのお嬢さん以外『楽しいムーミン一家』のメインキャストらが務めている。ビクターエンタテインメントからDVDが発売されている。

##### ムーミン谷とウィンターワンダーランド (2017年)
2017年12月2日に公開。ムーミン・パペット・アニメーション劇場版第3弾。日本語吹き替え版の声優は一新され、主人公・ムーミントロールは宮沢りえ、それ以外の男キャラを森川智之、女キャラを朴璐美、ナレーションは神田沙也加が務めた。
配給は東映。Blu-ray・DVDはアミューズから発売。

#### 劇場版 ムーミン 南の海で楽しいバカンス(2015年)
2015年（平成27年）2月13日に公開。製作国はフィンランド・フランス。
トーベ・ヤンソン生誕100周年を記念し、初めて母国フィンランドで製作された長編アニメーション作品（フランスとの共同制作）。監督はグザヴィエ・ピカルド、プロデューサーはハンナ・ヘミラ。
グザヴィエ・ピカルドは日本の本屋さんでたまたまムーミンを見つけ知った。押井守監督とも親交があり、日本で公開されることはとても嬉しいと語った。日本語吹き替え版はパペット・アニメーション版『～彗星』から5年ぶりに『楽しいムーミン一家』のメインキャストらが担当。興行収入は2億7000万円。

#### パペットアニメ ムーミンパパの思い出 (2023年)
2023年（令和5年）12月29日に公開。製作国はフィンランド。日本の配給は東映ビデオ。21世紀に入ってから初めて新規に製作されたパペットアニメーションで、スタッフは20世紀版から一新。監督はアイラ・カーベラン、プロデューサーはアイラ監督およびトム・カーベラン。日本語吹き替え版については上述の『～南の海で楽しいバカンス』に引き続き『楽しいムーミン一家』のメインキャストらが担当した。
ストーリーは小説「ムーミンパパの思い出」を原作とするエピソードを抜き出し、いくつかのエピソードを追加して構成。若き日のムーミンパパを事実上の主人公とし、スナフキンやスニフの親との関わりやムーミンママとパパの馴れ初めを交えつつ、パパ一行の冒険の日々が描かれる。

### アニメ絵本
以下に挙げる作品はすべて講談社からの出版である。
1969年に「カルピスまんが劇場」枠でテレビアニメ『ムーミン』の放送が開始されると、同アニメに準拠した絵本『カラーテレビ版ムーミン名作絵ばなし』（全22冊。後半数冊は72年版を収録）も出版された。1972年には、1972年版アニメに準拠した絵本『講談社のムーミン・ブック』（全20冊）も出版されている。これらの絵本では、カルピスまんが劇場版アニメに倣い、スノークのお嬢さんは「ノンノン」と翻訳されている。

### 歌の本
- 『Visor från Mumindalen』(未訳『ムーミン谷の歌』) 1993 挿し絵はトーベ・ヤンソン。弟のラルス・ヤンソン、Erna Tauro 出演。フィンランドで出版 (スウェーデン語版)[28]

### CD および MP3
- 『ムーミン(懐かしのミュージッククリップ20)』CD、東芝 EMI (TOCT-9820)、1997年。 NDLC=YMC11
- 『フジテレビ 世界名作アニメ主題歌ベスト (PCCG-00646)』ポニーキャニオン、2004年5月19日。
- 『おはなしムーミン ～ムーミン谷に春がきた～』CD、日本コロムビア (CC-4587)、1990年2月1日。 「タイムトリップCD」シリーズとして再発売されたドラマCD。
- 『おはなしムーミン ～ムーミン谷に春がきた～』LP、日本コロムビア (CC-4587)、1971年9月1日。 品番 KKS-20077
- 上高田少年合唱団、ボーカルショップ、曽我町子、大山のぶ代 他『テレビまんが主題歌のあゆみ』 ディスク: 2、テレビ主題歌 [Soundtrack] (『ムーミン』から「ねえ!ムーミン」)、日本コロムビア (COCX-33498-9)、2005年12月21日。
- 『楽しいムーミン一家 スナフキンの旅立ち』CD、キングレコード (KICA-32)、1990年。 「(9) 夢の世界へ(楽しいムーミン一家)」他。
- 白鳥英美子 他『楽しいムーミン一家 スナフキンの旅立ち』CD、キングレコード (KICA-36)、1990年。 「(1) 夢の世界へ〜ムーミン谷・秋です」他。
- 白鳥英美子『楽しいムーミン一家  CD』キングレコード (スターチャイルド) (KIDA-5)、1990年。 「夢の世界へ」他。
- 『楽しいムーミン一家』キングレコード (スターチャイルド) (KICA-18)、1991年。 (1) ムーミン谷・冬他。NDLC=YMC13
- 『楽しいムーミン一家』キングレコード (スターチャイルド) (KIDA-20)、1991年。 (1) 「おまじないのうた」他。NDLC=YMC13
- 白鳥英美子『楽しいムーミン一家  CD』キングレコード (スターチャイルド) (KIDA-32)、1991年。 (1) ヘソまがりんちょの歌 他。
- 武藤礼子 その他『ムーミン (TVサントラ)』CD、EMIミュージック・ジャパン、1997年6月25日。ASIN B00005GLYX。
- 宮里久美、伊藤さやか、加茂晴美、小山茉美 他『TWIN BEST 懐かしのアニメ主題歌集』ビクターエンタテインメント、1998年12月2日。ASIN B00005GXG6。 VICL-41047 20. ムーミンのうた~「ムーミン」より
- IWAO (山口岩男)『ウクレレムーミン  CD』Victor Entertainment (VICL-62673)、2007年12月5日。 「夢の世界へ」他。
- 『ムーミンのうた (「ムーミン」より) MP3』Angelicオルゴール、2008年1月1日。
- 『Moomin Voices - Muminröster』2002 CD アルバム“Moomin Voices - Muminröster”.   CD Baby (2002年9月28日). 2015年10月30日閲覧。MP3 版も販売。
- 『Vem Ska Trosta Knyttet』2010 絵本『さびしがりやのクニット』に基づくオーディオCD。Peter Lundblad and Torbjörn Eklund の演奏でスウェーデンで出版。Johan Hagelbäck 製作のアニメに使われ (1980年)、さらにアニメから児童劇が派生している[注 7]。
- 『The Best Of Moomin Voices - De Bästa Mumin』2015  MP3 版 “Moomin Voices - De Bästa Mumin”.   Bluemusicgroup.Com (2015年1月1日). 2015年10月30日閲覧。。

### 映像作品
- バンダイ LD『ムーミン』。vol.1〜vol.7、1989〜1990 (全7巻。東京ムービー制作の第1話〜第26話を収録。)[29]
  - ムーミン VOL.1 第1〜4話 (BELL-285)  収録時間 106分 1枚組2面
  - ムーミン VOL.2 第5〜8話 (BELL-287)  収録時間 106分 1枚組2面
  - ムーミン VOL.3 第9〜12話 (BELL-289)  収録時間 106分 1枚組2面
  - ムーミン VOL.4 第13〜16話 (BELL-291)  収録時間 106分 1枚組2面
  - ムーミン VOL.5 第17〜20話 (BELL-293)  収録時間 106分 1枚組2面
  - ムーミン VOL.6 第21〜24話 (BELL-295)  収録時間 106分 1枚組2面
  - ムーミン VOL.7 第25〜26話 (BELL-297)  収録時間 50分 1枚組片面
- バップ ビデオVHS『ムーミン』「愛の巻」、「夢の巻」。 レンタルビデオ用。 一般向けにも販売しており、1巻8,800円で売られていた。
  - 「夢の巻」 金の馬 銀の馬 (第34話) 、影なんか怖くない (第64話)
  - 「愛の巻」 小さなみにくいペット (第37話) 、ピアノなんか大嫌い (第49話)
- バップ ビデオ 新『ムーミン』 1969 全26巻。各2話、全52話を収録。
- ビクタービデオDVD BOX『Moomin』 (楽しいムーミン一家) 上下巻 (バラ売りあり)。 DVD発売以前にはVHSでも発売されていた。 Blu-rayも発売されたが冒険日記は未収録。

### ゲーム
本節ではテレビなどの電子ディスプレイを用いる、いわゆる「テレビゲーム」について解説する。
『ムーミン〜ようこそ!ムーミン谷へ〜』
ムーミンを題材にしたスマホ向け箱庭アプリ。2015年5月21日にポッピンゲームズジャパンより配信中。
『スナフキン：ムーミン谷のメロディ』（英語原題『Snufkin： Melody of Moominvalley 』）
スナフキンを操作してムーミン谷を散歩する（他にも色々できる）オープンワールドスタイルのアドベンチャーゲーム。2024年に海外ゲームメーカー・Hyper Games（ハイパーゲームズ）よりSteamプラットフォーム（※）を利用して配信予定。
（※）SteamはPCアーキテクチャ系デバイス（パソコン・UMPCなど）を使うことが基本のサービス。Steamに依存しない一般的な家庭用ゲーム機でもリリース予定。

### バレエ

#### ムーミン谷の彗星
2015年のバレエ作品。

#### たのしいムーミン一家〜ムーミンと魔法使いの帽子〜
2017年のバレエ作品。

### 広告への起用
日本では、DDI（現：KDDI）の特定通話先割引サービス『なかよしネット』のテレビCMにキャラクターが起用されたことがあるほか、富山県の地方銀行である北陸銀行のイメージキャラクターに採用されていた事もある。

## テーマパーク

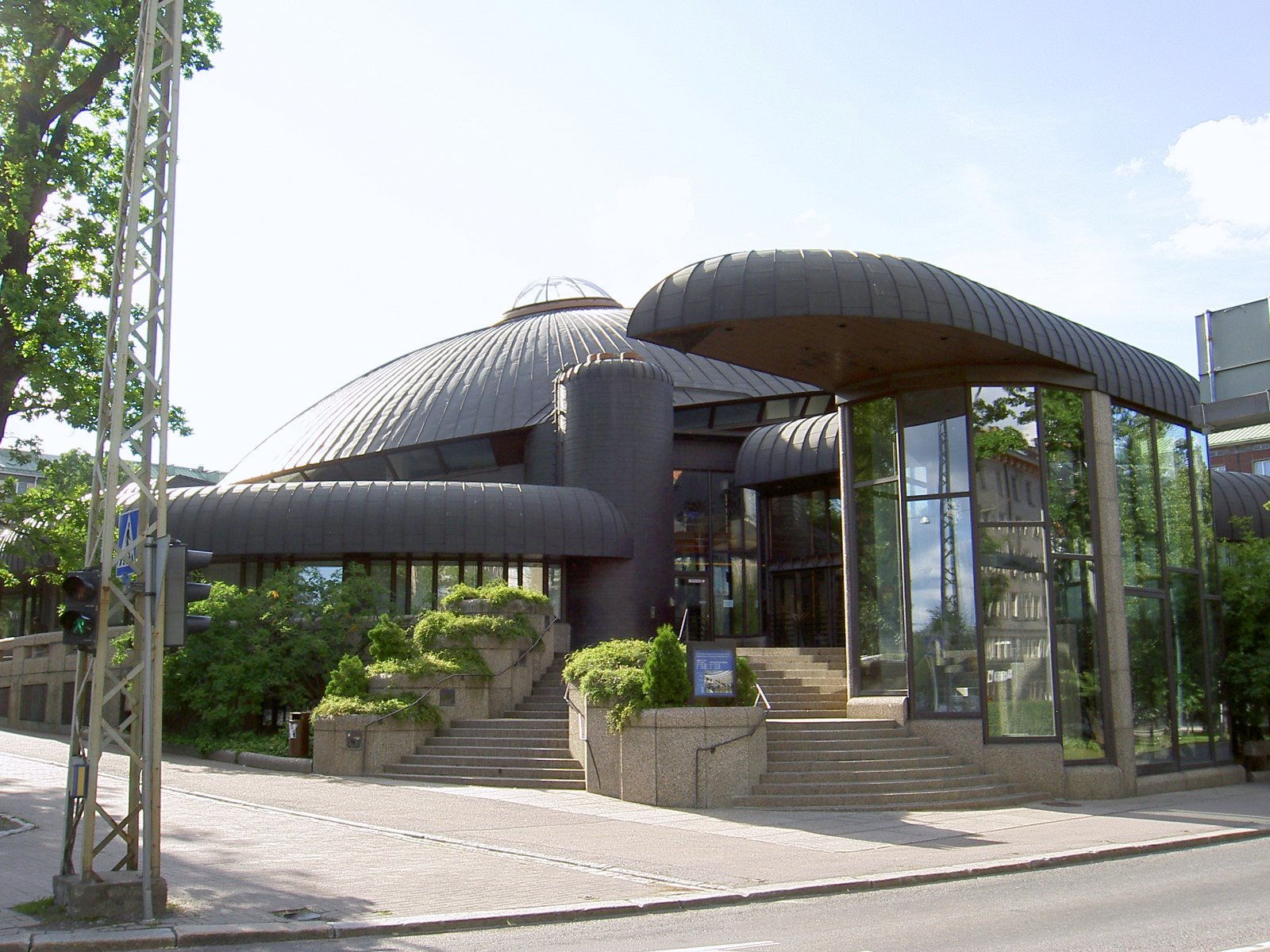
ムーミン谷博物館は、フィンランド・タンペレ所在のメッソ図書館にある。

### ムーミンワールド
ムーミンワールド(フィンランド語: Muumimaailma)はフィンランド西スオミ州南西スオミ県トゥルクに近いカイロ島のナーンタリにあるムーミンに関するテーマパーク。

### メッツァ
フィンランド以外では初めての「ムーミン」のテーマパークとして、埼玉県飯能市に「Metsä(メッツァ)」が2017年にオープンすることが、2015年6月30日に発表された。「メッツア(metsä)」はフィンランド語で“森”という意味。宮沢湖の周辺の約18万7000平方メートル(東京ドーム4個分)の用地に展開され、有料の「ムーミンゾーン」と無料の「パブリックゾーン」が設けられる。

## ファンクラブ
The Official MOOMIN Fan Club
本国フィンランドが運営するムーミン公式サイト内のMoomin's webshopにて、メールアドレスを登録することで10％オフの値引きが受けられるサービスである。

### ムーミン公式ファンクラブ『We Love MOOMIN』
『We Love MOOMIN』は日本で運営されているムーミンのファンクラブ。ムーミンのイベントへの優先参加やSNSキャンペーン、モニタープレゼント、グッズやツアーの先行販売などの体験型企画の他に、ムーミンのスタンプや壁紙などコンテンツが取り放題。プレミアムコースに登録すると、会員それぞれにムーミン谷の住所が記載された「ムーミン谷住民票」が発行される。

## 2018年度大学入試センター試験の出題を巡る騒動

### 経緯
2018年1月13日、日本の大学入試センター試験（本試験）の地理Bの第5問-問4で、アニメ版『ムーミン』に関する問題が出題され、インターネット上で話題を呼んだ。問題の内容は、スウェーデンを舞台にした『ニルスのふしぎな旅』（アニメ版）とスウェーデン語の「Vad kostar det?（ヴァッ コスタ デッ〈それ いくら？〉）」を例に、ノルウェーとフィンランドを舞台にしたアニメについて、フィンランドに関するアニメとフィンランド語との正しい組み合せを4択から選ぶというもので、アニメは『ムーミン』『小さなバイキングビッケ』の2択、言語は「Hva koster det?（ヴァ コステル デ〈いくらですか？〉）」「Paljonko se maksaa?（パリヨンコ セ マクサー〈いくらですか？〉）」の2択となっていた。受験生とみられる戸惑いのツイートや、ムーミン公式サイトのTwitterアカウントに対して「ムーミンは地理に関係ないのでは」といったツイートが集中し、騒動に発展した。

### 出題に対して議論された点
ムーミンの舞台はどこなのか
『ムーミン』はフィンランドの作品として認知されているが、出題された問題には「（『ムーミン』と『小さなバイキングビッケ』は）ノルウェーとフィンランドを舞台にしたアニメーション」と記されており、問題製作者が「原作に『（ムーミンの舞台である）ムーミン谷はフィンランドに存在する』という説明がある」と誤解して起きた出題ミスであると指摘する声もある。大阪大学大学院のスウェーデン語研究室准教授の古谷大輔（北欧史）は、『ムーミン』原作の舞台について「架空の場所のムーミン谷とされる。フィンランドが舞台だと明示されていない」とし、さらに『小さなバイキングビッケ』の舞台も「ノルウェーが舞台とは断言できない」としており、1月15日に研究室として、舞台の国を特定した根拠について大学入試センターに説明を求める意見書を提出し、外国語学部スウェーデン語専攻のサイトで見解を公開した。
日本のムーミン公式サイトには、トーベの言葉として「フィンランドにあるムーミン谷は、たぶんあなたが思っているほどあなたのところから遠くへだたってはいない」との記載がある一方で、国立国会図書館のサイトには、トーベの言葉として「ムーミン谷は、スウェーデンの祖父が住むしあわせな谷と、フィンランドの島々とが一緒になって―それもうまいぐあいに混ざりあって―できあがったものです」との記載がある。
与えられた出題内容のみで正解が得られるのか
この問題に関しては、もう一方の選択肢に書かれた「バイキング」と言語区分についての知識があれば正解を得ることができるという意見があった。また、『小さなバイキングビッケ』における、アニメ内でのバイキングの設定は、史実とは異なるステレオタイプで描かれているとされている。

### 出題後の反響
「ムーミン」「センター地理」がTwitterのトレンドワードになり、反響を呼んだことからムーミン公式サイトTwitterはこれに対し以下のコメントを記している。
また、駐日フィンランド大使館の公式Twitterは「ムーミン谷はきっとみんなの心の中にあるのかな」とツイートした。

### 出題内容に対する見解
大学入試センター
2018年1月17日、センター試験を運営する大学入試センターは、今回のセンター試験での出題に関して「キャラクターの知識は直接必要なく、地理Bの知識、思考力を問う設問として支障はなかったと考えている」と答え、その理由として以下を挙げた。
- 試験問題に印刷されている、ムーミンの画像に描かれた背景から「低平で森林と湖沼が広がるフィンランドが類推される」という点。
- 言語の組み合わせを答える問題について、「教科書で取り上げられている言語区分の知識に基づき判断できる」という点。

また、アニメの舞台設定を断定した根拠については確認できていないとしている。
翌18日、同センターは『ムーミン』の舞台をフィンランドとした根拠について、「日本の書籍に原作者のコメントとして『フィンランドにあるムーミン谷』との記述が見られる」と回答した。
政府関係者
2018年1月15日、内閣官房長官の菅義偉は記者会見において今回のセンター試験の出題内容に関する質問に応じると、「報道は承知している」とした上で「大学入試の個々の問題なので、政府の立場でコメントすることは控えたい」と答えた。
文部科学大臣である林芳正も、翌16日の記者会見で質問を受けて「センター試験については、より思考力を重視した作問の改善をこれまでも進めてきている。個別の出題についてコメントすることは差し控えたい。出題意図などの問い合わせについては（文部科学省の管轄下である）大学入試センターで適切に対応してもらいたい」と述べた。さらに『ムーミン』の舞台に関する質問には「ムーミンは子供の頃、見ていた。スナフキンとミイのやり取りは大変面白かったと記憶している。（ムーミン谷の）場所については問題との関わりがあるのでコメントは差し控えたい」と回答している。
著作権利者
ムーミンの日本語公式サイトを運営会社は『ムーミン』著作権者の委託を受けて運営し、一方で「ムーミン谷はフィンランドを含む実在の場所にあるものではなく、ファンタジーの世界である」との公式見解を発表し、他方で今回の出題は原作ではなくアニメ版について尋ねている点を指摘し、eメールやファックスが普及していない時代の作品で原作者の監修がままならなかった事情や権利者の手元に十分な資料がないことから、舞台がフィンランドと設定されているかどうかは第三者の検証に委ねたいとしている。
アニメ製作会社
アニメを手がけた会社は「舞台は不明」としている。